# 湧洞沼

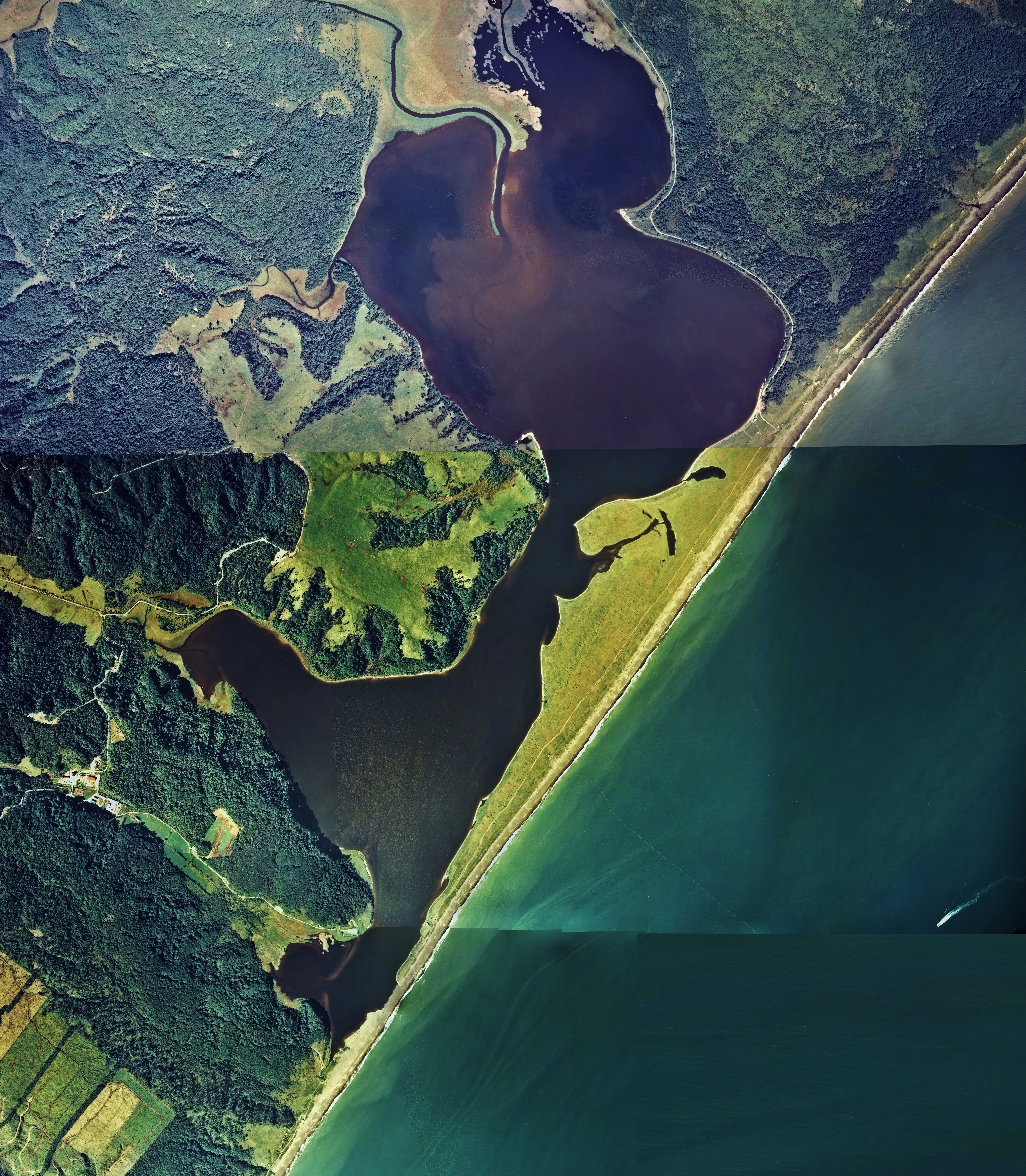
湧洞沼周辺の空中写真。1977年撮影の15枚を合成作成。
。

湧洞沼（ゆうどうぬま）は、北海道東部の豊頃町にある湖。太平洋岸に連なる潟湖の一つである。

## 地理
湧洞川の河口が沈水し、沿岸潮流と磯波によって生じた砂州に塞がれてできた海跡湖である。
流入河川は湧洞川をはじめとする5つの小河川である。汽水湖に挙げられるが、流出口があるわけではなく、砂州を通じた海水の流入や湖水の流出が潮の干満によって生じている。ただし、季節的に沼南端の砂州に開口部ができ海と連絡することがある。

## 名称の由来
アイヌ語の「ユト（yu-to）」（湯・沼）に由来する。

## 自然
沼周辺は町指定天然記念物湧洞湖畔野生植物群落に指定され、
また沼自体は鳥獣保護区特別保護地区に、沼周囲は鳥獣保護区に指定されている。
- 渡り鳥をはじめ水鳥が多く飛来する。周囲にはタンチョウが姿を見せることもある。
- 沼周囲ではシーズンになるとエゾカンゾウが咲く。

## 交通
- 沼への公共交通は存在しない。なお沼への町道は冬期には閉鎖される。
- 付近を北海道道1051号湧洞線が通る。